# 一百零八塔
37°52′27″N 105°58′43″E / 37.874152°N 105.978510°E
一百零八塔，位于中華人民共和國宁夏回族自治区吴忠市青铜峡市的黄河岸边，因有108座喇嘛砖塔而得名，是中国规模最大的喇嘛塔群。该建筑群的建造时间未知，仅可知在明代之前建造完成，塔中曾出土西夏时期的文物。1988年，一百零八塔入选全国重点文物保护单位。

## 历史
关于一百零八塔的建造有很多种传说，有传说称是北宋百姓为了纪念当年穆桂英点将所建；有传说称是明初当地百姓为纪念在此战死的108名将士所立；有传说称这里只是108座和尚的骨灰塔，也有说法认为这只是尊仰《金刚经毗卢遮那一百零八尊法身契印》而建造的。
一百零八塔的确切建造时间没有明确的文献记载，这导致在其相关研究中一直有两种论断，一种是认为建造时间在西夏至明朝朝之间，另一种则认为建造时间在元朝。在明朝和清朝的文献中，一百零八塔都可以找到明确的记载。清顺治五年（1648年）时，当地对塔群进行过一次大的维修，中华民国时期也有过专门的维护。塔林下原建有2座小喇嘛塔，2塔皆由塔基座、塔身和塔刹三部分组成。此外塔下还有一座古寺遗址。1958年，修建青铜峡水库时，考虑构筑拦河坝将淹没塔区下河滩地，塔林下的古寺遗址和2座塔全部被拆除，并准备将108座喇嘛塔全部迁移，但在已经被拆除的2座塔当中发掘出了带有西夏文的千佛图帛画和佛经残页，整体迁移计划才就此作罢。1963年2月，一百零八塔塔被宁夏回族自治区公布为第一批重点文物保护单位。1987年至1988年，经国家文物局批准，宁夏回族自治区文物部门对一百零八塔进行了修复。1988年，“一百零八塔”被公布为第三批全国重点文物保护单位。

## 民间传说
关于一百零八塔的建造有多种民间传说。有传说称是宋百姓为了纪念当年穆桂英点将所建，因宁夏青铜峡在宋朝属于西夏腹地，此说法不足取信；有传说称是明初当地百姓为纪念在此战死的108名将士所立，但明朝此地属于明朝边陲，隶属于九边的军事区域，明朝在修建附近的长城和军事堡垒，抵御瓦剌、鞑靼的军事入侵之余，几乎不可能有足够人力物力建造如此大型纪念性建筑；有传说称这里只是108座和尚的骨灰塔，但考古发掘否认了此说。

## 结构

### 布局
一百零八塔位于青铜峡市以西偏南20公里，青铜峡水库上游古峡西1.5公里处，整体面向东方。该塔林随山势凿石分阶而建，共有阶梯式护坡平台12级，由下至上一层层逐渐收缩并抬高，整体形状呈等腰三角形。第一级平台高5米，长54米，宽5.67米，第一级护坡平台至第十二级护坡平台总高31.82米，总宽59.1米。护坡平台表面平整，修建时先将山石一层层凿平，然后在上面铺设方砖。平台前沿用片石和条砖垒砌，条砖长34厘米，宽17厘米，厚6厘米。12级护坡平台上共建塔108座，自上而下每层分别有1、3、3、5、5、7、9、11、13、15、17、19座塔。在108塔的北侧的山坡上，还有一处高30厘米的八角形喇嘛砖塔基，具体建造时间不详。

### 形制
在108座塔中，位于最高处的塔较为高大，1987年时残高为5.04米，塔底直径为3.08米，有塔心室，其他107座塔的大小基本相近，均为实心塔，残高在2至2.5米之间，塔底直径在1.9米至2.1米之间。塔身多使用半块残砖，而基座多使用整砖。一百零八塔的砖结构塔身仅有最外面一层，里面包裹着的是土坯塔，共有28×15×5、30×16×4、30×14×5厘米三种规格，所有规格的土坯塔正中心都有一根木质立柱。在1987年开始维修时，塔内的土坯塔已经全部损毁。部分砖塔外面抹有白灰泥，部分在损毁后里面露出三层白灰皮，不同层的白灰皮上有用朱砂等颜料画出的不同图案，其中有些残塔的最外层所绘的是 “用朱砂彩绘的莲瓣花纹图”。具体的形制共有四种，分别如下（层数为自上而下编号）：
- 第一层仅有的1座、第十二层的全部19座共计20座塔，其基座呈十字折角形，塔身为覆钵形[b]；
- 第二层至第六层全部23座塔，基座为八角束腰须弥座，塔身呈葫芦型；
- 第七层全部9座塔，塔基均为八角束腰须弥座，塔身呈圆筒状；
- 第八层至第十一层全部56座塔，塔座为八角束腰须弥座，塔身为折腹式。

## 出土文物
1958年，文物部门从拆毁的两座塔和一座寺庙遗址中清理出了2幅绢彩行佛图以及砖雕佛像，佛经残片，以及石刻华盖等西夏文物。在1987年的维护过程中，考古人员自上而下自南而北对塔进行了编号，编码范围从001至108。在第一层的唯一一座塔中清理出砖雕佛像1尊，塔模100多件，其中完整的103件，部分残毁的塔模里面撒出了谷物；泥塑彩绘造像4尊；017号塔内出土砖雕佛像4尊；085号塔内出土砖雕佛像3尊；101号塔内出土陶制塔刹3件；从北侧的砖塔残基内出土了1卷西夏文经书（残），塔模10余件。

## 相关保护和开发
1987年至1988年，宁夏回族自治区的文物部门对一百零八塔进行了大规模的维护。在维修过程中，工作人员铲除了塔上原有的白灰皮，并拆下原本已经松散的砖，保留完整的砖。再更换中心柱后，重新将基座和塔身修建完整，并砌上刹座，相轮，装上华盖和宝珠，最后喷上一层灰浆，用以做旧。此外，对原有湖泊也进行了加固维修，重新铺设了平台地面，并重新修正了青石台阶和护栏，并在塔林的南北两侧各修建了一道用毛石砌成的冲沟挡墙。
在塔林的最高处，宁夏有关部门修建了三座佛殿，里面供有华严三圣和十八罗汉。1997年，宁夏文物部门又拨款沿峡口山修筑了一条沙石道路，这条道路在2006年被翻修成水泥混凝土路面。2003年，青铜峡市黄河大峡谷旅游区成立，该旅游区为4A级，一百零八塔被包含在了其中。2006年，青铜峡市旅游部门专门为一百零八塔内出土的文物修建了文物陈列室。